# Saab-Scania SBAT 111S
Saab-Scania SBAT 111S – szwedzki wojskowy samochód ciężarowy z napędem 6x6. Obecnie pojazdy w szwedzkich siłach zbrojnych są stopniowo zastępowane przez nowsze konstrukcje.
Pracę projektowe nad ciężarówkami Saab-Scania SBA 111 i Saab-Scania SBAT 111S rozpoczęto pod koniec lat 60. Pierwsze prototypy opracowano w roku 1971, a produkcję rozpoczęto w roku 1976. Samochody te zostały zaprojektowany dla szwedzkich sił zbrojnych i po wprowadzaniu do służby stały się głównymi pojazdami ciężarowymi w szwedzkim wojsku. Oba pojazdy zostały zaprojektowane tak, że wykorzystują ok. 90% wspólnych części, co zmniejsza koszty produkcji i utrzymania.
Samochód Saab-Scania SBAT 111S posiada ładowność 9000 kg (na drogach), w terenie ładowność spada do 6000 kg. SBAT 111S zdolny jest, także ciągnąć przyczepy lub działa o masie do 12000 kg.
Na podstawie samochodu SBAT 111S powstało wiele wersji specjalistycznych, np. pług do odśnieżania pasa startowego (używany w Szwedzkich Siłach Powietrznych, a także ciężarówka wyposażona w hydrauliczny dźwig.
Użytkownikiem ciężarówek SBAT 111S poza szwedzkimi siłami zbrojnymi są także Indie. W roku 1986 zamówiły one 660 zmodyfikowanych ciężarówek Saab-Scania SBAT 111S do holowania haubic FH77.